# 第十代里奇蒙公爵查爾斯·戈登-倫諾克斯
第十代里奇蒙公爵查爾斯·戈登-倫諾克斯（英語：Charles Gordon-Lennox, 10th Duke of Richmond，1929年9月19日—2017年9月1日）是一位英國貴族，第九代公爵弗雷德里克·戈登-倫諾克斯之子。除了里奇蒙公爵爵位，他還持有倫諾克斯公爵（Duke of Lennox）、戈登公爵以及法國的歐比尼公爵（Duc d'Aubigny）爵位。1999年之前是英國上議院的成員。

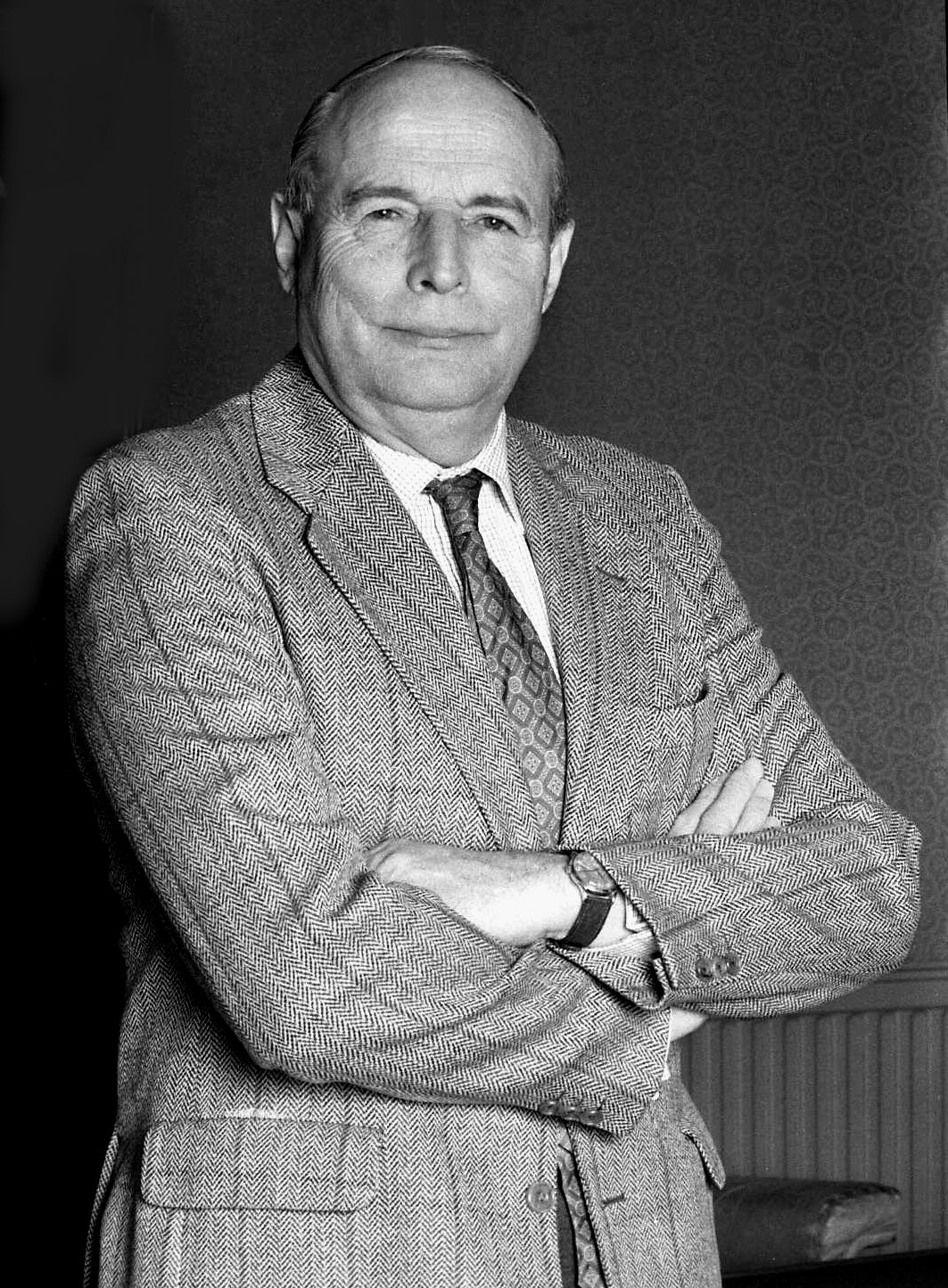
里奇蒙公爵查爾斯·戈登-倫諾克斯